# Gazeta de Alegrete
Gazeta de Alegrete é um jornal brasileiro da cidade de Alegrete, é o jornal mais antigo em circulação no Rio Grande do Sul
Fundado em 1º de outubro de 1882, por Luís de Freitas Vale (Barão de Ibirocaí), Jesuíno Melquíades de Souza, José Celestino Prunes e outros. Os fundadores eram membros do Partido Conservador e criaram o jornal para promover a abolição da escravatura.
O jornal, com outra direção, alguns anos após a proclamação da República, passa para o lado do novo regime. Mantém sua existência de 1883 até 1893, quando para de circular, voltando quatro anos depois, em 1897, já definitivamente ao lado da política republicana.
Por ser um jornal da região da campanha do Rio Grande do Sul teve cunho marcadamente alinhado com o Partido Republicano Rio-grandense e de defesa do latifúndio.
Nas décadas de 1930 e 1940, a família Prunes passou a ser responsável pela direção e gerenciamento do jornal.
Na década de 80 o Jornal fazia parte do Grupo Gazeta de Comunicações, formado pelo Jornal Gazeta de Alegrete, pela Rádio Gazeta AM e pela Rádio Cultura FM. A Rádio Cultura FM foi posteriormente vendida para um grupo de Santa Maria e seu nome fantasia passou a ser Nativa FM.
Em 2015 com a morte dos proprietários Hélio Ricciardi dos Santos e Samuel Marques da Silva o jornal passa a ser dirigido pela filha de Hélio Ricciardi dos Santos, a arquiteta Lilia Chaiben Ricciardi dos Santos.
O jornal atualmente possui circulação semanal, aos sábados.